# Língua mualang
O Mualang é a língua do povo Dayak , sendo membro do ramo Ibânico  das línguas malaio-polinésias.  É falado por cerca de 40 mil pessoas na província do  Kalimantan Ocidental, no oeste do Bornéu, na Indonésia. Os falantes de Mualang vivem ao longo dos rios Ayak e Belitang, no distrito de Sekadau, nos subdistritos de Belitang Hilir, Belitang e Belitang Hulu.

## Escrita
O Mualang usa uma forma do alfabeto latino sem F, Q, V, X, Z, mas com as formas M’, N’ Ng, Ng’, Ny, Ny’ e o apóstrofo (’).